# پارک شبه‌ملی بیواکو
پارک شبه‌ملی بیواکو (به لاتین: Biwako Quasi-National Park) یک منطقهٔ مسکونی در ژاپن است که در استان شیگا واقع شده‌است.